# Kirundi
Le kirundi (ou roundi ou rundi) est une langue bantoue parlée nativement au Burundi par 97 % de la population (11 045 000 personnes), dans les zones adjacentes du Rwanda (576 000), de la Tanzanie (512 000) et de la république démocratique du Congo, ainsi qu'en Ouganda (246 000), ce qui totalise 12,5 millions de locuteurs,.

## Description
Le kirundi est très proche du kinyarwanda, la langue principale du Rwanda, et du giha, parlé dans l'ouest de la Tanzanie.
Elle est une langue dans laquelle s'applique la loi de Meeussen (en), qui régit les phénomènes de changement de tons des langues bantoues.
Les Hutu, les Tutsi et les Twa parlent tous la même langue, dans les deux pays Burundi et Rwanda, ont une culture très largement commune, notamment le même fonds culturel légendaire sur l'origine de ces divers groupes à caractère socio-professionnel, et la même foi en Imana, Dieu ancestral. Jean-Pierre Chrétien, directeur de recherche au CNRS a développé la question de l'ethnisme dans un livre (Le défi de l'ethnisme). Les habitants du Rwanda et du Burundi n'appartiennent donc pas à trois ethnies différentes, contrairement aux idées véhiculées pendant la colonisation, mais qui restent toujours vives à l'heure actuelle dans les esprits et imprègnent fortement la vie politique du Burundi.